# Olenecamptus rufus
Olenecamptus rufus là một loài bọ cánh cứng trong họ Cerambycidae.